# Valeria Maximilla

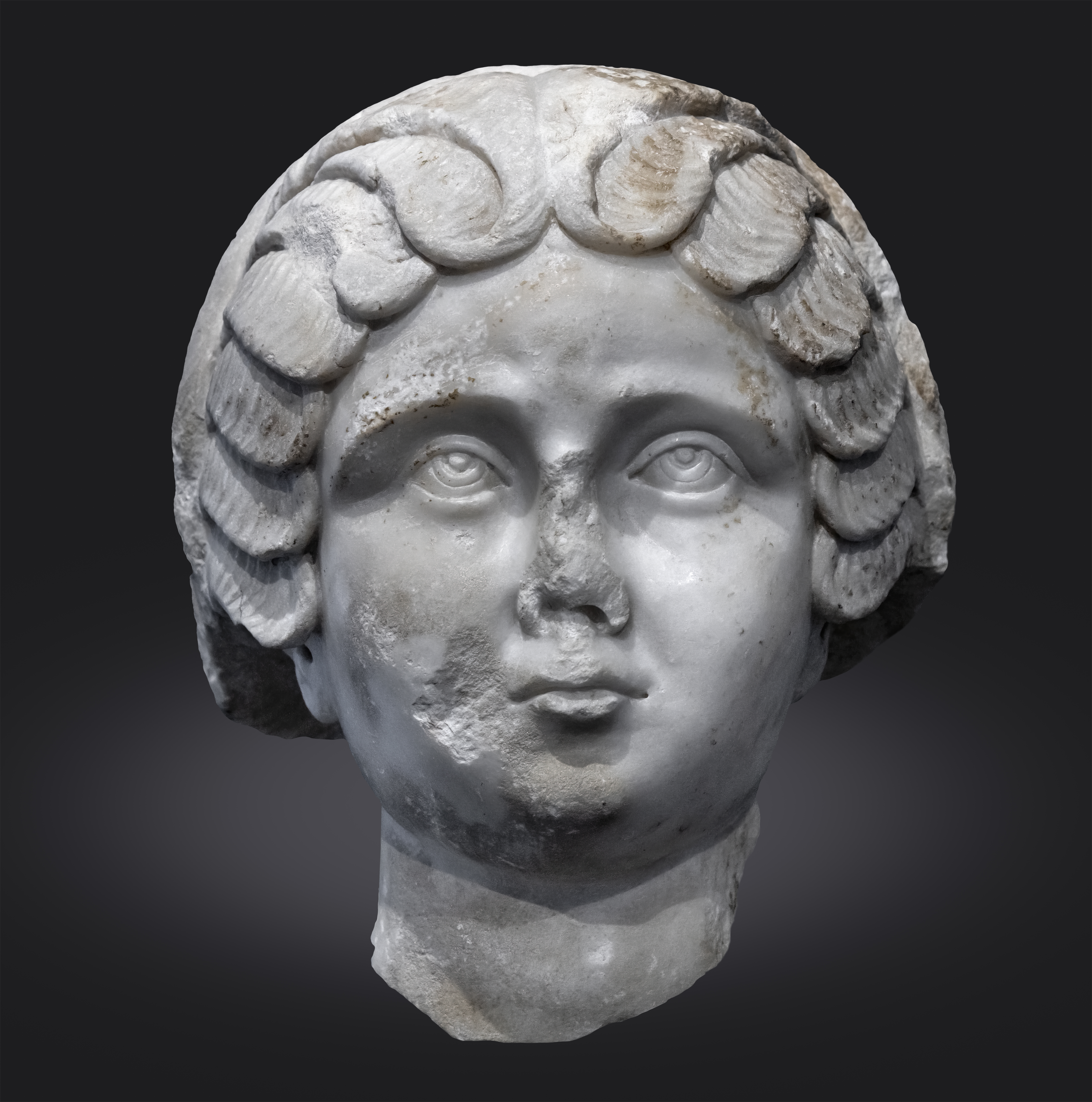
Valeria Maximilla

Valeria Maximilla, född okänt år, död okänt år, var en romersk kejsarinna, gift med kejsar Maxentius.
Hon var dotter till kejsar Galerius och dennes första fru och hade som kejsardotter titeln nobilissima femina. Hon gifte sig med Maxentius 293. Hon var närvarande vid makens sida under Slaget vid Pons Mulvius 312 men hennes vidare öden är okända. 